# Panchan
Panchan (en népalais : पंचन) est un comité de développement villageois du Népal situé dans le district de Solukhumbu. Au recensement de 2011, il comptait 1 508 habitants.